# 대한민국 학생인권조례
대한민국 학생인권조례는 학생의 인권이 학교교육과정에서 실현될 수 있도록 함으로써, 학생의 존엄과 가치 및 자유와 권리를 보장하기 위해 제정된 대한민국 각 교육청들의 조례이다. 경기도에서 2010년 제정되어 경기도 교육청이 2010년 10월 5일 학생인권조례를 공포한 것을 시작으로 2011년 광주, 2012년 서울에서 학생인권조례가 제정되어 공포되었다. 2013년에는 전라북도에서 학생인권조례가 제정되어 전북 교육청이 공포하였다.
2018-2019년에는 경상남도에서 경남교육청 주도로 제정이 시도되었지만, 기독교계를 주축으로 하여 3만 명이 참여하는 대규모 집회가 열리는 등 반발이 심하여 결국 제정 시도는 좌절됐다. 2020년 충남교육청에서도 학생인권조례가 제정되어 7월 10일 공포되었다.

## 같이 보기
- 행동하는성소수자인권연대

1. ↑  경태영 (2010년 10월 5일). “10월5일은 ‘학생인권의 날’… 경기도 ‘학생인권조례’ 공포”. 경향신문. 2014년 2월 20일에 원본 문서에서 보존된 문서.
2. ↑  장휘국 (2010년 11월 17일). “학생인권조례 선포 관련 서한문 전문”. 광주인. 2014년 2월 2일에 원본 문서에서 보존된 문서.
3. ↑  서울특별시 학생인권조례, 《서울시교육청》2012.01.26
4. ↑  최명국 (2013년 7월 14일). “전북학생인권조례 공포”. 전북일보. 2014년 2월 2일에 원본 문서에서 보존된 문서.